# UKhahlamba/Drakensberg park
uKhahlamba/Drakensberg park je područje površine 2.428 km² oko najviše planina u Južnoafričkoj Republici, Drakensberga (afrikaans za "Zmajevo brdo"), u JAR pokrajini KwaZulu-Natal, uz samu istočnu granicu s Lesotom. U njemu se nalazi nacionalni park Royal Natal (80.94 km²) na sjeveru i veći, NP Drakensberg, na jugu. Između njih nalazi se planinsko područje pokrajinskog parka Mnweni, koje je plemenska zemlja. 
uKhahlamba/Drakensberg park je upisan na UNESCO-ov popis mjesta svjetske baštine u Africi 2000. godine zbog prirodnih ljepota "bazaltnih stijena, dramatičnih klanaca i zlatnih pješčanih bedema u kojima obitava veliki broj endemskih i ugroženih vrsta", ali i kulturnih vrijednosti "najveće koncentracije prapovijesnih slikarija na stijenama južno od Sahare". God. 2013. UNESCO-ovom zaštićenom području dodan je susjedni nacionalni park Sehlathebe u Lesotu, te sada ovo zaštićeno područje pokriva 2.493,13 km² pod nazivom Maloti-Drakensberg.

## Prirodne odlike
Park se može podijeliti na dva fiziografski jasno različita područja: podnožje "Malog Berga" sa strmim liticama i dolinama ispod 2.000 m visine, dok se ostale i važnije litice uzdižu iznad 3.400 m. Topografski se područje sastoji od širokih bazaltnih i pješčenjačkih litica, dubokih dolina, isprepletenih pukotina i prostranih visoravni. Drakensberg predstavlja vodama najbogatije i suši najmanje izloženo područje Južne Afrike i ima veliki značaj u zaštiti slivova mnogih rijeka koje ovdje izviru, ali i opskrbom visoko-kvalitetnom vodom za obližnje zajednice. Geološki se sastoji od debelih sedimentnih stijena sa slojem bazalta na vrhu; tzv. Karoo formacija koja u ovom području ima debljinu od oko 7 km.
- Drakensberg
- Vrh Mont-Aux-Sources
- NP uKalamba Drakensberg
- NP Royal Natal
- Rijeka Tugela u Drakensberg amfiteatru

Slikovita travnata brda na velikim visinama, prastare strme riječne doline i stjenoviti klanci predstavljaju raznoliko stanište za veliki broj endemskih i ugroženih vrsta, osobito ptica i biljaka. Biljke čine zasebno botaničko područje, tzv. Drakensber alpsko područje. Ono se dijeli na tri pojasa, ovisno o topografiji: 
- niski sustav riječnih dolina prekriven šumom podocarpus (niskoplodnog) drveća
- srednji sustav litica prekriven fynbos grmljem (fina drača) i
- gornja visoravan s tundrom i vrijesom.

Od 2.153 zabilježene biljne vrste veliki broj je ugroženih vrsta i endema.
Životinjski svijet se sastoji od 48 vrsta sisavaca, 296 vrsta ptica (kao što je ugrožena Žutoprsna pliska, Anthus chloris), 48 vrsta reptila (kao što je jako ugroženi Natalski patuljasti kameleon, Bradypodion thamnobates), 26 vrsta vodozemaca (kao što je jako ugrožena Dugoprsta žaba penjačica, Leptopelis xenodactylus),  i 8 vrsta riba. Slabo poznata populacija beskralježnjaka se sastoji od mnogih endemskih vrsta.
- Travnjaci prolaza Sani
- Gusta nizinska šuma sjevernog Drakensberga
- Gurneyev medosas, Promerops gurneyi
- Bokmakierie, Telophorus zeylonus
- Natalski patuljasti kameleon, Bradypodion thamnobates

## Kulturne odlike
Ovo je također jedno od arheološki najvažnijih područja Južne Afrike, naseljeno od ranog kamenog do kasnog željeznog doba. Slikarije na stijenama su nastale od neolitika, u razdoblju od oko 4.000 godina. Njih oko 1000 na strmim liticama su iznimne kvalitete, jako raznolikih tema (ples, lov, bitke, sakupljanje plodova i ritualni obredi) i načina oblikovanja životinja i ljudi (iako većinom nagi, ne može im se odrediti spol). Te predstavljaju duhovni život lovaca-sakupljača, od 19. stoljeća na ovim prostorima nestalog naroda San.

## Vanjske poveznice
- Fotografije na ourplaceworldheritage.com  Arhivirana inačica izvorne stranice od 5. veljače 2012. (Wayback Machine)
- Službena stranica Parka uKhahlamba/Drakensberg  Arhivirana inačica izvorne stranice od 27. kolovoza 2012. (Wayback Machine) (engl.) Posjećeno 18. studenog 2011.